# Moneta scritturale
La moneta scritturale è una moneta non materiale usata come strumento di pagamento data l'esistenza di un deposito o un rapporto creditizio bancario.

Come anche riportato nell'articolo "La storia dell'Euro" della RAI Italiana, l'Euro, nel periodo storico compreso tra il 1º gennaio 1999 e il 31 dicembre 2001, in cui non erano ancora in circolazione le monete e le banconote, fu una moneta scritturale: era infatti possibile aprire conti in euro presso le banche ed effettuare, sempre tramite le banche, trasferimenti di denaro in euro, ma non erano consentite altre forme di pagamento in euro che richiedessero l'utilizzo di denaro contante.